# Allegria (film)
Allegria (Allotria) è un film del 1936 scritto e diretto da Willi Forst. Commedia romantica dai toni farseschi, Allotria imbastisce la storia di due amici che si ripromettono di non innamorarsi mai della stessa donna, dando la stura a un vortice di equivoci e di complicazioni che alla fine porterà alla formazione di tre coppie felici.

## Produzione
Il film fu prodotto dalla Cine-Allianz Tonfilmproduktions GmbH. Venne girato a Berlino e a Montecarlo.

### Cast
- Renate Müller: è uno degli ultimi film - la sua ultima commedia - dell'attrice che morirà l'anno seguente a soli trentun anni.
- Adolf Wohlbrück. Nel 1936, in Germania uscirono i suoi ultimi film tedeschi, Allotria e Port Arthur: l'attore, omosessuale, anti nazista e Halbjude (mezzo ebreo), lasciò il paese, rifugiandosi all'estero, dove continuò la sua carriera cambiando il nome Adolf in Anton e assumendo quindi quello di Anton Walbrook.
- Hilde Hildebrand: canta nel film la canzone Komm' spiel' mit mir Blindekuh (parole di Hans Fritz Beckmann, musica di Peter Kreuder).

## Distribuzione
Venne presentato in prima al Gloria-Palast di Berlino il 12 giugno 1936.